# Thé d'orge

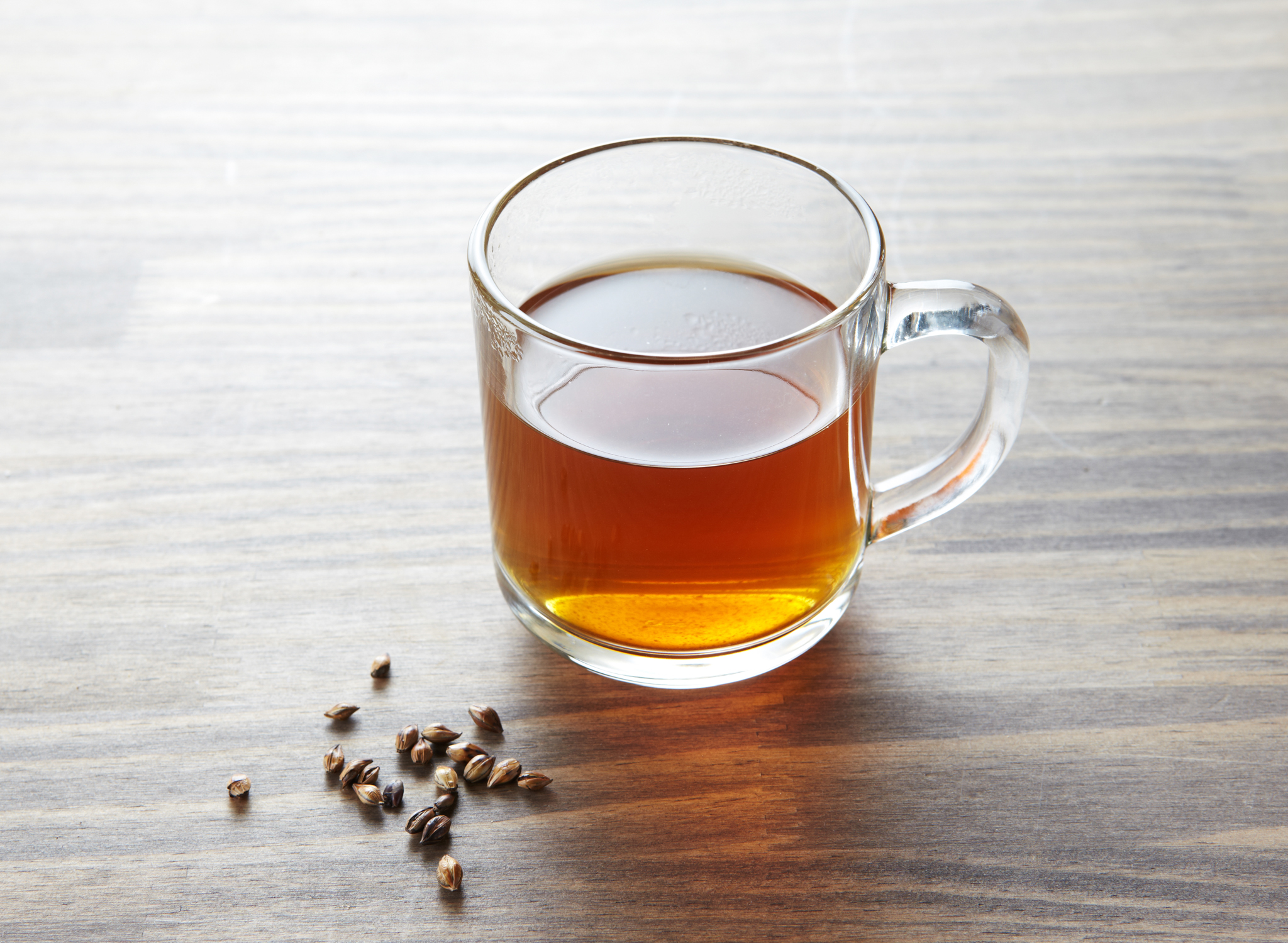
Un verre de bori-cha

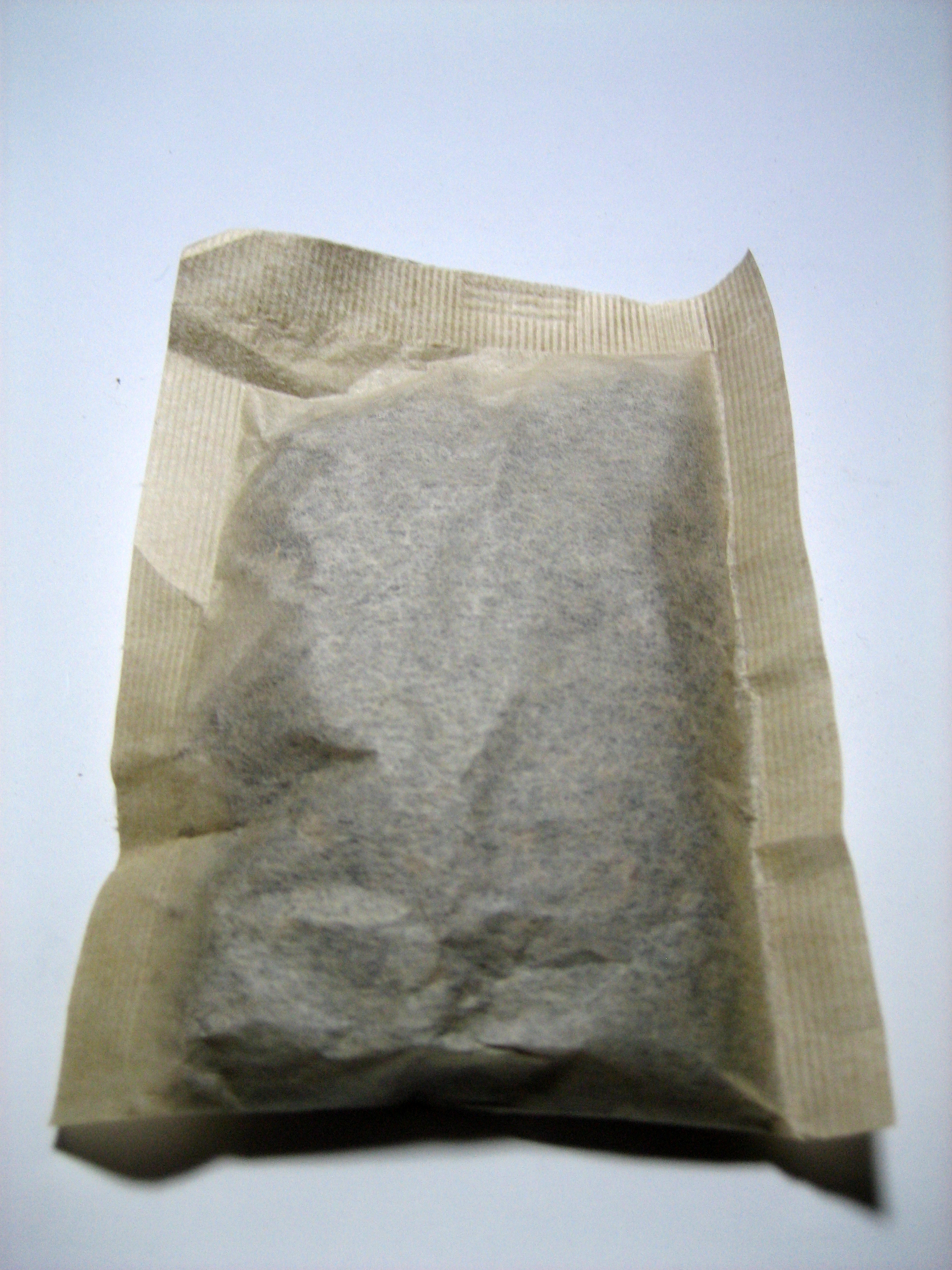
Un sachet de mugi-cha

Le thé d'orge, tisane d'orge grillée, est une boisson à base de grains d'orge pilés et torréfiés. Il s'appelle bori-cha (보리차) en coréen,  mugi-cha (麦茶) en japonais et dàmàichá en chinois (chinois simplifié : 大麦茶 ; chinois traditionnel : 大麥茶). 
Ne contenant pas de caféine, ce thé est buvable aussi bien par les enfants en bas âge que par les femmes enceintes.
En Corée, le thé est consommé chaud ou froid, remplaçant souvent l'eau potable dans de nombreux foyers et restaurants. Au Japon, il est généralement servi froid et est un rafraîchissement populaire en été. Le thé est également largement disponible en sachets ou en bouteille en Chine, en Corée et au Japon.